# Semifinalele Ligii Campionilor

## Semifinala
Tabele cu echipele care au jucat cel puțin o semifinală de Liga Campionilor, Real Madrid este deținătoare record cu 32  de prezențe în semifinală, urmată de Bayern München care ocupă locul 2 cu 20 prezențe și de  Barcelona care ocupă locul 3 cu 17 prezențe. De asemenea Real Madrid deține un alt record s-a calificat de 8 ori consecutiv în semifinală între anii 2011-2018, Barcelona cu 6 semifinale consecutive în perioada 2008-2013, Bayern München cu 5 între anii 2012-2016, iar Juventus Torino de 4 ori din sezonul 1996 până în sezonul 1999.

### După țară
| Națiune       | Apariții | Cluburi Sportive |
| ------------- | -------- | --- |
| Spania        | 62       | Real Madrid(33), Barcelona(17), Atlético Madrid(6), Valencia(2), Villareal(2), Real Sociedad(1), Deportivo La Coruña(1)                                  |
| Anglia        | 47       | Liverpool(12), Manchester United(12), Chelsea(8), Manchester City(4), Leeds(3), Tottenham(2), Notthingam(2), Arsenal(2), Derby County(1), Aston Villa(1) |
| Italia        | 38       | Milan(14), Juventus(12), Inter(9), AS Roma(2), Fiorentina(1)                                                                                             |
| Germania      | 36       | Bayern München(21), Borussia Dortmund(5), Hamburg(3), M'gladbach(2), Eintracht Frankfurt(1), Köln(1), Bayer Leverkusen(1), Schalke 04(1), RB Leipzig(1)  |
| Franța        | 19       | AS Monaco(4), Paris Saint-Germain(4), Marseille(3), Reims(2), AS Saint-Étienne(2), Lyon(2), Bordeaux(1),Nantes(1)                                        |
| Țările de Jos | 14       | Ajax(9), PSV Eindhoven(3), Feyenoord(2) |
| Portugalia    | 11       | Benfica(8), FC Porto(3) |
| Scoția        | 8        | Celtic(4), Hibernian(1), Rangers(1), Dundee FC(1), Dundee United(1)                                                                                      |
| Belgia        | 4        | Anderlecht(2), Club Brugge(1), Standard Liège(1) |
| România       | 4        | FCSB (3), Dinamo București(1) |
| Serbia        | 4        | Steaua Roșie Belgrad(3), Partizan Belgrad(1) |
| Ungaria       | 3        | Vasas(1), Győr(1), Újpest(1) |
| Elveția       | 3        | FC Zürich(2), Young Boys(1) |
| Grecia        | 3        | Panathinaikos(3) |
| Ucraina       | 3        | Dinamo Kiev(3) |
| Austria       | 2        | Rapid Viena(1), Austria Viena(1) |
| Polonia       | 2        | Legia Varșovia(1), Widzew Łódź(1) |
| Suedia        | 2        | Malmö FF(1), IFK Göteborg (1) |
| Bulgaria      | 2        | ȚSKA Sofia(2) |
| Cehia         | 1        | Dukla Praga |
| Rusia         | 1        | Spartak Moscova |
| Slovacia      | 1        | Spartak Trnava |
| Turcia        | 1        | Galatasaray |

### După club
| Club Sportiv             | Apariții | Sezoane |
| ------------------------ | -------- | --- |
| Real Madrid              | 33 1     | 1956, 1957, 1958, 1959, 1960, 1962, 1964, 1966, 1968, 1973, 1976, 1980, 1981, 1987, 1988, 1989, 1998, 2000, 2001, 2002, 2003, 2011, 2012, 2013, 2014, 2015, 2016, 2017, 2018, 2021, 2022, 2023, 2024 |
| Barcelona                | 17 3     | 1960, 1961, 1975, 1986, 1992, 1994, 2000, 2002, 2006, 2008, 2009, 2010, 2011, 2012, 2013, 2015, 2019                                                                                                 |
| Atlético Madrid          | 6        | 1959, 1971, 1974, 2014, 2016, 2017 |
| Valencia                 | 2        | 2000, 2001 |
| Villarreal               | 2        | 2006, 2022 |
| Real Sociedad            | 1        | 1983 |
| Deportivo La Coruña      | 1        | 2004 |
| AC Milan                 | 14       | 1956, 1958, 1963, 1969, 1989, 1990, 1993, 1994, 1995, 2003, 2005, 2006, 2007, 2023 |
| Juventus                 | 12       | 1968, 1973, 1978, 1983, 1985, 1996, 1997, 1998, 1999, 2003, 2015, 2017 |
| Inter                    | 9        | 1964, 1965, 1966, 1967, 1972, 1981, 2003, 2010, 2023 |
| AS Roma                  | 2        | 1984, 2018 |
| Fiorentina               | 1        | 1957 |
| Bayern München           | 21 2     | 1974, 1975, 1976, 1981, 1982, 1987, 1990, 1991, 1995, 1999, 2000, 2001, 2010, 2012, 2013, 2014, 2015, 2016, 2018, 2020, 2024                                                                         |
| Borussia Dortmund        | 5        | 1964, 1997, 1998, 2013, 2024 |
| Hamburg                  | 3        | 1961, 1980, 1983 |
| Borussia Mönchengladbach | 2        | 1977, 1978 |
| Eintracht Frankfurt      | 1        | 1960 |
| Köln                     | 1        | 1979 |
| Bayer Leverkusen         | 1        | 2002 |
| Schalke                  | 1        | 2011 |
| RB Leipzig               | 1        | 2020 |
| Manchester United        | 12       | 1957, 1958, 1966, 1968, 1969, 1997, 1999, 2002, 2007, 2008, 2009, 2011 |
| Liverpool                | 12       | 1965, 1977, 1978, 1981, 1984, 1985, 2005, 2007, 2008, 2018, 2019, 2022 |
| Chelsea                  | 8        | 2004, 2005, 2007, 2008, 2009, 2012, 2014, 2021 |
| Manchester City          | 4        | 2016, 2021, 2022, 2023 |
| Leeds United             | 3        | 1970, 1975, 2001 |
| Tottenham                | 2        | 1962, 2019 |
| Nottingham Forest        | 2        | 1979, 1980 |
| Arsenal                  | 2        | 2006, 2009 |
| Derby County             | 1        | 1973 |
| Aston Villa              | 1        | 1982 |
| Ajax                     | 9        | 1969, 1971, 1972, 1973, 1980, 1995, 1996, 1997, 2019 |
| PSV Eindhoven            | 3        | 1976, 1988, 2005 |
| Feyenoord                | 2        | 1963, 1970 |
| Benfica                  | 8        | 1961, 1962, 1963, 1965, 1968, 1972, 1988, 1990 |
| FC Porto                 | 3        | 1987, 1994, 2004 |
| AS Monaco                | 4        | 1994, 1998, 2004, 2017 |
| Paris Saint-Germain      | 4        | 1995, 2020, 2021, 2024 |
| Olympique de Marseille   | 3        | 1990, 1991, 1993 |
| Reims                    | 2        | 1956, 1959 |
| AS Saint-Étienne         | 2        | 1975, 1976 |
| Lyon                     | 2        | 2010, 2020 |
| Bordeaux                 | 1        | 1985 |
| Nantes                   | 1        | 1996 |
| Celtic                   | 4        | 1967, 1970, 1972, 1974 |
| Hibernian                | 1        | 1956 |
| Rangers                  | 1        | 1960 |
| Dundee FC                | 1        | 1963 |
| Dundee United            | 1        | 1984 |
| Steaua Roșie Belgrad     | 3        | 1957, 1971, 1991 |
| Partizan Belgrad         | 1        | 1966 |
| Steaua București         | 3        | 1986, 1988, 1989 |
| Dinamo București         | 1        | 1984 |
| Panathinaikos            | 3        | 1971, 1985, 1996 |
| Dinamo Kiev              | 3        | 1977, 1987, 1999 |
| Anderlecht               | 2        | 1982, 1986 |
| Club Brugge              | 1        | 1978 |
| Standard Liège           | 1        | 1962 |
| FC Zürich                | 2        | 1964, 1977 |
| Young Boys               | 1        | 1959 |
| ȚSKA Sofia               | 2        | 1967, 1982 |
| Dukla Praga              | 1        | 1967 |
| Spartak Trnava           | 1        | 1969 |
| Legia Varșovia           | 1        | 1970 |
| Widzew Łódź              | 1        | 1983 |
| Vasas                    | 1        | 1958 |
| Győr                     | 1        | 1965 |
| Újpest                   | 1        | 1974 |
| Rapid Viena              | 1        | 1961 |
| Austria Viena            | 1        | 1979 |
| Malmö FF                 | 1        | 1979 |
| IFK Göteborg             | 1        | 1986 |
| Galatasaray              | 1        | 1989 |
| Spartak Moscova          | 1        | 1991 |

| Anii scris Boldat | = | Echipa a jucat finala în acel sezon. |

### Consecutiv
Tabel cu echipele care au jucat consecutiv trei sau mai multe semifinale în UEFA Champions League.
| Națiune       | Club Sportiv      | Consecutiv                                     | Total |
| ------------- | ----------------- | ---------------------------------------------- | ----- |
| Spania        | Real Madrid       | 2011, 2012, 2013, 2014, 2015, 2016, 2017, 2018 | 8     |
| Spania        | Barcelona         | 2008, 2009, 2010, 2011, 2012, 2013             | 6     |
| Germania      | Bayern München    | 2012, 2013, 2014, 2015, 2016                   | 5     |
| Italia        | Inter Milano      | 1964, 1965, 1966, 1967                         | 4     |
| Italia        | Juventus          | 1996, 1997, 1998, 1999                         | 4     |
| Țările de Jos | Ajax              | 1971, 1972, 1973 – 1995, 1996, 1997            | 3     |
| Italia        | AC Milan          | 1993, 1994, 1995 – 2005, 2006, 2007            | 3     |
| Portugalia    | Benfica           | 1961, 1962, 1963                               | 3     |
| Anglia        | Manchester United | 2007, 2008, 2009                               | 3     |
| Anglia        | Chelsea           | 2007, 2008, 2009                               | 3     |
| Anglia        | Manchester City   | 2021, 2022, 2023                               | 3     |